# فرد مارتین (بازیکن فوتبال)
فرد مارتین (انگلیسی: Fred Martin; ۱۳ مهٔ ۱۹۲۹ – ۲۰ اوت ۲۰۱۳) بازیکن فوتبال اهل اسکاتلند بود.
از باشگاه‌هایی که در آن بازی کرده‌است می‌توان به باشگاه فوتبال آبردین] اشاره کرد.
وی همچنین در تیم ملی فوتبال اسکاتلند بازی کرده‌است.